# 장기에프
장기에프는 캡콤의 《스트리트 파이터》 시리즈에 출연하는 가상의 등장인물이다. 《스트리트 파이터 II: 더 월드 워리어 (1991)》에서 처음 등장했으며, 사용기술이 프로레슬링에 기반한 잡기인 것이 특징으로 격투 게임 역사상 최초의 잡기특화 플레이어 캐릭터이다. 시리즈상에서 프로레슬러로서 러시아에 대한 자부심을 뽐내기 위해 싸움에 참가한다.

## 캐릭터 비화
스트리트 파이터 1의 버디에서 장기에프에 대한 아이디어를 얻었으며 그래서 둘의 복장은 다르지만 외모는 비슷하다. 둘 다 모히칸 헤어스타일에 키 2미터가 넘는 거한들이다. 시나리오는 소련 대통령의 명으로 스트리트 파이터 대회에 출전한 것으로 되어 있으며 장기에프 엔딩에서 소련 대통령이 출연한다.

## 반응
일본 잡지 〈게메스트〉 1996년 인기투표에서 장기에프는 상위 50위 중 18위를 기록했다.

## 참조

### 주해
1. ↑  영어: Zangief, 일본어: ザンギエフ